# Colasposoma vedyi
Colasposoma vedyi é uma espécie de escaravelho de folha da República Democrática do Congo. Foi primeiro descrito pelo entomologista belga Louis Jules Léon Burgeon [nl] em 1941.